# Peter Hartz

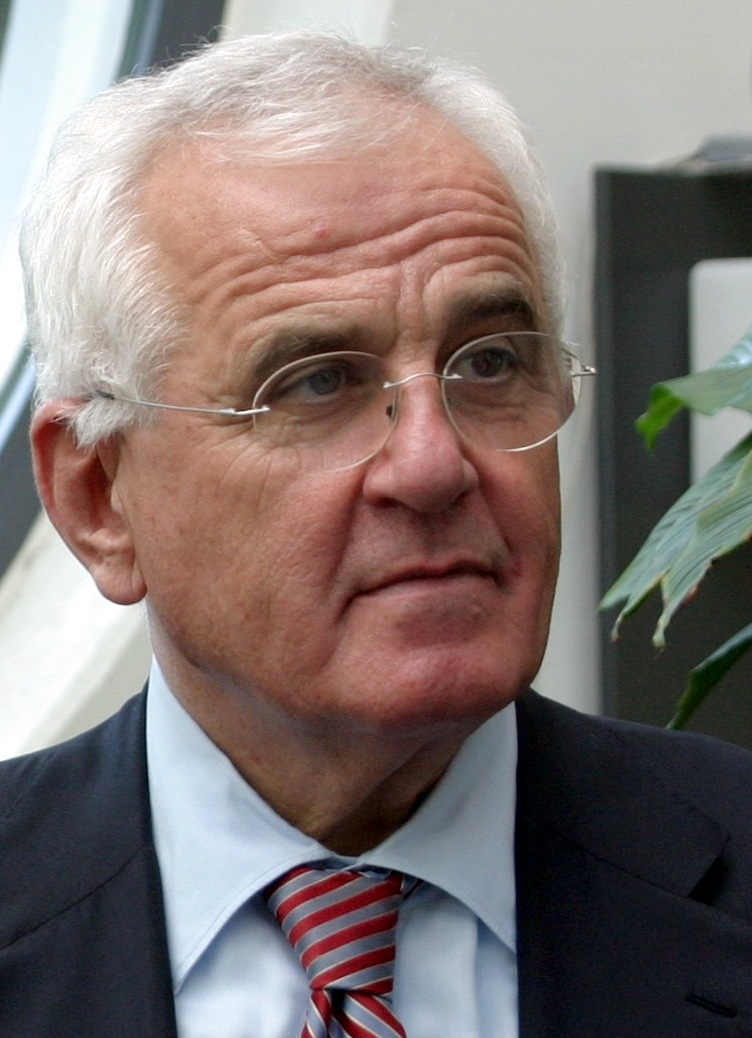
Peter Hartz, 2005

Peter Hartz (* 9. August 1941 in St. Ingbert) ist ein ehemaliger deutscher Manager. Er war bis Juli 2005 als Personalvorstand Mitglied des Vorstands der Volkswagen AG. Nach ihm wurden die als Hartz-Konzept bekannten Arbeitsmarktreformen der frühen 2000er Jahre benannt.

## Leben, Mitgliedschaften und Auszeichnungen
Peter Hartz wuchs als jüngster von drei Söhnen eines Hüttenarbeiters im saarländischen Niederwürzbach auf. Peter Hartz lebt heute noch im Saarland, ist verheiratet und hat einen Sohn. Am 24. März 2016 heiratete er die 61-jährige Pädagogin Gundula aus Berlin in zweiter Ehe. Seine erste Frau Marlene, die er 1964 geheiratet hatte, war im Jahre 2011 gestorben. Sein Bruder Kurt Hartz (1935–2014) war von 1980 bis 1999 Abgeordneter im saarländischen Landtag für die SPD. Sein zweiter Bruder Rudi Hartz war mittelständischer Unternehmer und von 1983 bis 1999 Manager beim Handballverein TV Niederwürzbach.
Peter Hartz ist Mitglied der SPD und der IG Metall. Außerdem ist er Stifter und Kuratoriumsmitglied der „SHS Foundation“, einer Stiftung mit dem Ziel, das Saarland als Wirtschafts-, Wissenschafts-, Forschungs- und Kulturregion international bekannt zu machen. 1994 erhielt Hartz von der Universität Trier die Ehrendoktorwürde. 2002 wurde Peter Hartz mit dem Bundesverdienstkreuz erster Klasse ausgezeichnet. Dieses gab er nach seiner rechtskräftigen Verurteilung wegen Untreue Ende August 2007 freiwillig zurück und erklärte seinen Verzicht,  damit kam er einem möglichen Aberkennungsverfahren zuvor. 2004 wurde ihm vom saarländischen Ministerpräsidenten Peter Müller der Titel Professor h. c. verliehen.

## Karriere
Nach seiner mittleren Reife 1955 machte er eine Ausbildung zum Industriekaufmann bei der Th. Jansen-Armaturen GmbH in St. Ingbert. Nach dem Wehrdienst (heute ist er Hauptmann d.R.) und seinem Zweiten Bildungsweg folgte 1965 ein dreijähriges Studium der Betriebswirtschaft an der Fachhochschule des Saarlandes (nachmals HTW) in Saarbrücken. Er schloss das Studium als Diplom-Betriebswirt (FH) ab.
Hartz führte mehrere saarländische, aber auch internationale Unternehmen. Er war Arbeitsdirektor der Dillinger Hütte. Parallel initiierte er gemeinnützige Projekte und sicherte so Beschäftigten den Arbeitsplatz bzw. sorgte er für einen sozialverträglichen Personalabbau in der Stahlindustrie. So gilt er neben Hajo Hoffmann als Initiator der saarländischen „Stahlstiftung“.
Ab 1993 war Hartz Personalvorstand bei der Volkswagen AG in Wolfsburg. Hier erarbeitete er Projekte wie die Vier-Tage-Woche oder 5000 × 5000. Das Projekt 5000 × 5000 bedeutete, dass Volkswagen 5000 neue Arbeitnehmer einstellte, die allerdings nicht nach dem geltenden Haustarifvertrag bezahlt wurden, sondern brutto jeweils 5000 DM pro Monat verdienten.
Anfang 2002 wurde Peter Hartz von der Bundesregierung beauftragt, als Leiter einer nach ihm benannten Kommission ein Konzept und Pläne für die später nach ihm benannten „Hartz-Reformen“ bzw. das Hartz-Konzept zu entwickeln, welches ein wesentlicher Teil der Agenda 2010 wurde.
Vom VW-Aufsichtsrat wurde Peter Hartz 2003 im Vorstand mit der koordinierenden Zuständigkeit für Südamerika und Südafrika betraut.
Seit März 2010 ist er Leiter des von ihm initiierten Projektes „Minipreneure“.

## Entwicklung des Hartz-Konzepts
Zu größerer Bekanntheit kam Hartz Anfang 2002, als er vor dem Hintergrund des Vermittlungsskandals von der Bundesregierung beauftragt wurde, ein Reformkonzept für die arbeitsmarktbezogenen Sozialgesetze und für die damalige Bundesanstalt für Arbeit zu entwickeln. Hartz leitete eine nach ihm benannte Kommission, die das Hartz-Konzept erarbeitete und damit umfangreiche sozialrechtliche Änderungen vorbereitete, die in den Folgejahren wirksam wurden. Hartz distanzierte sich später von Teilen der Reform.
Die Gesellschaft für deutsche Sprache wählte den Ausdruck „Hartz IV“ zum Wort des Jahres 2004.

## Veruntreuung von Firmengeldern
Peter Hartz gilt als Freund des früheren Škoda-Managers Helmuth Schuster, gegen den seit Juli 2005 wegen Untreue und Betrugs im Rahmen der VW-Korruptionsaffäre ermittelt wurde. Am 8. Juli 2005 bot Hartz seinen Rücktritt an, nachdem in der Presse über seine mögliche Mitwisserschaft spekuliert worden war. Am 13. Juli 2005 empfahl das vierköpfige Präsidium des VW-Aufsichtsrates einstimmig, das Rücktrittsangebot von Peter Hartz als Personalvorstand anzunehmen. Hartz wurde keine Abfindung gewährt.
Am 7. Oktober 2005 gab die Staatsanwaltschaft Braunschweig an, ein Ermittlungsverfahren gegen Hartz wegen Verdachts der Untreue einzuleiten. Am 15. November 2006 wurde in Braunschweig das Strafverfahren wegen Untreue als VW-Vorstand in 44 Fällen eröffnet.
Bereits am 9. Oktober 2006 soll Peter Hartz gegenüber der Braunschweiger Oberstaatsanwältin Hildegard Wolff zugegeben haben, dass er ein Jahrzehnt lang den einstigen Betriebsratsvorsitzenden Klaus Volkert „begünstigt“ hat. Angeblich ohne Wissen des damaligen Vorstandschefs Ferdinand Piëch und anderer Top-Manager des VW-Konzerns zahlte Hartz an Volkert zwischen 1995 und 2005 Jahr für Jahr einen „Sonderbonus“ von 200.000 Euro –  insgesamt somit zwei Millionen Euro (Punkt 1 der Anklage). Zu dem System der Vergünstigungen gehörte auch, dass Hartz der brasilianischen Geliebten von Volkert, Adriana Barros, ein Zusatzeinkommen verschaffte. Lange Zeit erhielt sie 7.600 Euro pro Monat  – insgesamt 399.000 Euro (Punkte 2 bis 20 der Anklage).
Die Punkte 21 bis 44 der Anklage betrafen Spesenmissbrauch, Prostituierte und Lustreisen. Hartz gab seinem Personalmanager Klaus-Joachim Gebauer den Auftrag, Betriebsrat Volkert „großzügig und wertschätzend zu behandeln und dabei nicht kleinlich zu sein“. „Tatsächlich enthielten die Abrechnungen angeblich dienstlich veranlasster Kosten unter anderem Ausgaben für die Inanspruchnahme von Prostituierten, den Kauf von Maßanzügen und Schmuck, die Anmietung und Renovierung einer lediglich privat genutzten Wohnung in Braunschweig.“ Die Ermittler erwähnten nicht, dass auch Hartz selbst sich Prostituierte von VW bezahlen ließ. „Derart peinliche Details wurden im Rahmen eines Deals des grundsätzlich geständigen Hartz mit der Staatsanwaltschaft wegen geringer Schwere eingestellt.“
Am 17. Januar 2007 gestand Hartz in der auf zwei Verhandlungstage angesetzten Gerichtsverhandlung alle 44 Anklagepunkte ein. Der Gesamtschaden dieser Affäre beträgt 2,6 Millionen Euro, wovon Hartz fast zwei Millionen Euro an den damaligen Chef des Betriebsrats, Klaus Volkert, gezahlt hatte. Das Landgericht Braunschweig folgte den Anträgen von Staatsanwaltschaft und Verteidiger und verhängte am 25. Januar 2007 wegen Untreue und Begünstigung des VW-Betriebsratsvorsitzenden eine Freiheitsstrafe von zwei Jahren, die zur Bewährung ausgesetzt wurde, sowie eine Geldstrafe von 360 Tagessätzen à 1600 Euro (insgesamt also 576.000 €). Im Rahmen der Strafzumessung wurde das volle Geständnis strafmildernd berücksichtigt. Auf die Vernehmung einer Reihe von Zeugen konnte, aufgrund des vollumfänglichen Geständnisses, verzichtet werden.
Das rasche Prozessende wurde in Zeitungskommentaren kritisiert. Nach der Sächsischen Zeitung vom 18. Januar 2007 sei es „instinktlos, ‚Urteilsabsprachen‘ schon bei Prozessbeginn zu treffen“. Schon das Wort zeuge von mangelndem Gefühl für die gesellschaftliche Bedeutung dieses Prozesses.
Die Zeit kommentierte das Urteil als unfair, da Hartz als Täter milder bestraft werde als Volkert, der Helfer, und der Eigennutz als Motiv von Hartz nicht berücksichtigt worden sei: „Er legt ein Geständnis ab, das Gericht erspart ihm den peinlichen Auftritt von Huren. Hartz sagt, was er über die zwei Millionen Euro Sonderbonuszahlungen an Volkert weiß, und das Gericht vergisst die paar Tausend Euro, die aus der Firmenkasse für die Mädchen des Peter Hartz bezahlt wurden.“

## Publikationen
- Jeder Arbeitsplatz hat ein Gesicht. Campus-Verlag, Frankfurt/Main 1994, ISBN 3-89843-071-5.
- Das atmende Unternehmen. Campus-Verlag, Frankfurt/Main 1996, ISBN 3-593-35542-6.
- Job-Revolution. Frankfurter Allgemeine Buch, Frankfurt/Main 2001, ISBN 3-593-35110-2.
- mit H.Petzold: Wege aus der Arbeitslosigkeit. Springer VS, Wiesbaden 2014, ISBN 3-658-03707-5.

## Filme
- Auf der Suche nach Peter Hartz. Dokumentation, Deutschland 2011 (von Lutz Hachmeister, produziert von ECO Media TV in Zusammenarbeit mit HMR Produktion im Auftrag des SWR, WDR und 3sat)[10]